# Siergiej Sołncew
Siergiej Iwanowicz Sołncew (ros. Сергей Иванович Солнцев, ur. 20 lutego?/5 marca 1906 w Ramienskoje, zm. 28 listopada 1941 w rejonie ruzskim w obwodzie moskiewskim) – funkcjonariusz NKWD, radziecki dowódca partyzancki, Bohater Związku Radzieckiego (1942).

## Życiorys
Skończył 5 klas szkoły, od 1924 pracował w zakładzie przędzalniczym, gdzie był m.in. zastępcą dyrektora, w latach 1930-1931 był słuchaczem wyższej szkoły ruchu związkowego w Podolsku. Od 1930 członek WKP(b), od 1937 pomocnik pełnomocnika operacyjnego rejonowego oddziału NKWD w Ramienskoje, w 1939 sekretarz organizacji partyjnej rejonowego oddziału NKWD w Istrze, w 1941 szef rejonowego oddziału NKWD w Ruzie. Miał stopień starszego porucznika NKWD. Po zajęciu Ruzy przez Niemców 25 października 1941 został komisarzem oddziału partyzanckiego działającego w rejonie jeziora Gołuboje w rejonie ruzskim; oddział ten liczył 105 ludzi - bojców batalionu niszczycielskiego, funkcjonariuszy NKWD i milicji, minierów i pracowników organizacji partyjno-radzieckich. Grupa partyzancka dowodzona przez Sołncewa rozbiła we wsi Wiszienki sztab jednej z jednostek 87 Dywizji Piechoty Wehrmachtu, przeprowadziła też inne akcje, m.in. ataki na konwoje i przerywanie łączności telefonicznej. 20 listopada 1941 w pobliżu wsi Andriejewskoje niemiecka ekspedycja karna zaatakowała oddział partyzancki, poważnie raniąc Sołncewa, a następnie go dobijając. Uchwałą Prezydium Rady Najwyższej ZSRR z 11 marca 1942 "za odwagę i męstwo wykazywane w partyzanckiej walce na tyłach wroga przeciw niemiecko-faszystowskim najeźdźcom" S. Sołncew pośmiertnie otrzymał tytuł Bohatera Związku Radzieckiego i Order Lenina. We wsi Igumnowo ustawiono jego popiersie.